# Dugald Clerk
Sir Dugald Clerk a Királyi Természettudományos Társaság tagja (KBE), (Glasgow, 1854. március 31. – Ewhurst, Surrey, 1932. november 12.) skót mérnök, aki megtervezte a világ első sikeres kétütemű motorját 1878-ban és szabadalmaztatta Angliában 1881-ben. A glasgow-i Anderson Egyetem (jelenleg a University of Strathclyde ) és a Leedsi Yorkshire College (ma Leedsi Egyetem) végzős hallgatója volt. George Croydon Marksal megalapította a Marks & Clerk szabadalmi, védjegy és jogi irodát. 1917. augusztus 24-én lovaggá ütötték.

## Neve
Neve két alakban is előfordul: az Glasgow-i Egyetem forrásai szerint Clark formában, a legtöbb forrás, például az Encyclopaedia Britannica és más hivatalos dokumentumok szerint viszont Clerk.

## Munkássága
Dugald Clerk volt a szerzője egy átfogó könyvnek, amely az olaj és a gázmotorok fejlesztéseit taglalta a korai kezdetektől, beleértve a saját munkásságát is ezen a területen. Az első kiadás 1886-ban készült, felülvizsgált és frissített változata 1896 került kiadásra.
Clerk saját motoron kezdett dolgozni 1876 Októberében. Addig a kereskedelemben kapható belsőégésű motorok (1860-tól) a Lenoir-ciklusú erőforrások voltak, amelyek kettős működésű munkahengerrel rendelkező "kétütemű motorok" voltak, de az üzemanyag-levegő keveréket kompresszió nélkül égette el. A Hugon motor volt ennek egy továbbfejlesztett változata, de mindketten meglehetősen alacsony hatásfokkal rendelkeztek.
A következő elgondolással (1867), egy atmoszférikus motorral Nikolaus August Otto és társa, Eugen Langen állt elő amelynek gázfogyasztása fele volt a Lenoir és Hugon motorokénak. 1876 májusában Ottó ezt továbbfejlesztette és megszületett a ma ismert négyütemű Otto-motor. Clerk úgy döntött saját motort fejleszt, de kétütemű ciklusút, ahol a töltéscsere egy főtengely-fordulat alatt megy végbe. Felismerte ennek előnyét a súly és sima járás révén, valamint hogy kétszer akkora elméleti teljesítménnyel rendelkezik.
Clerk először olyan motorokkal kísérletezett amelyek "Lenoir motorokon alapultak, de külön kompresszióhengerrel és új gyújtás rendszerrel bírtak". Az egyik ilyet 1879 júliusában kiállították. Azonban 1880 vége előtt sikerült előállítania egy működő kétütemű motort, ami kereskedelmi forgalomba is került.
Clerk megállapítja:
- "A Clerk-motorok jelenleg a piacon elsőként sikerrel alkalmazott ilyen típusú (kétütemű) kompressziós motorok, Sok próbálkozást tettek korábban más feltalálók, köztük Mr. Ottó és Mr. Crossley, de nem sikerült piacképes motort alkotniuk. Mr. Crossley csak a közelmúltban tette az Otto-motort kéthengeres formába hogy lehetővé váljon a munkaütem minden fordulaton."

1877-ben az Otto-motort szabadalmaztatták és Clerk azonnal felismerte ennek gyakorlati értékét. Clerk gyorsan követte ezt az ő kétütemű motor koncepciójával 1880-ban, amely nem sérti az Otto motor szabadalmát, lévén az négyütemű motor.

## Clerk konstrukciója
Tulajdonképpen egy majdnem 90 fokos, kéthengeres V motor, szivattyú- (töltő) és munkahengerrel. Mindkét henger rendelkezik visszacsapó-szeleppel is aminek a nyomással szemben ellenerőt csavarrugó biztosít. A töltőhenger majdnem derékszögben áll, dugattyújának hajtókarja a munkahenger hajtórúdjához van csatlakoztatva, kis különbséggel egyszerre érik el az alsó- és felső végpontokat. A két hengert a hengerfejek közötti átömlő csatorna köti össze. A szivattyúhenger szívószelepe az átömlőcsatornával közös térbe nyílik. A forgattyúsházban található a kenőolaj és itt történik a forgó-, alternáló alkatrészek kenése.

### Működése
A munkahengerben csak terjeszkedő- és kipufogó-ütem zajlik le, a szivattyú(töltő)hengerben csak szívás és sűrítés.
A munkahenger égésterében az összesűrített üzemanyag-levegő keveréket még külső lánggyújtás gyújtotta meg, ennek egy módosított változatát ő fejlesztette ki 1878-ban.
A friss gáztöltet nyomása a szívószelepet bezárja, az a szabadba visszaáramolni nem tud, a töltésgázok pedig az átömlő-csatornába kényszerülnek.
A munkahenger hengerfejében lévő átömlőcsatorna szelepe mindaddig zárva van, amíg a nyomás a munkahengerben nagyobb mint az átömlőcsatornában lévő keveréké. Tehát amíg le nem zajlik a munkaütem. A munkahengerben a terjeszkedő gázok lefelé kényszerítik a dugattyút, majd az alsó holtpont előtt nem sokkal nyitja a kipufogó csatorna kiömlő ablakait.
Ha a hengerben a nyomás csökken a töltésgázok nyitják a hengerfej szelepét, kisöprik a maradék kipufogógázokat és feltöltik a munkahengert, majd a felfelé haladó dugattyú azt összesűríti. Ezután a folyamat kezdődik elölről.
- Egyesek szerint ez a világ első kompresszoros feltöltéses motorja, Clerk szerint viszont:

"...Az nem egy tulajdonképpeni kompresszió henger és nem célja hogy sűrítse a keveréket mielőtt belépne a munkahengerbe, hanem csak segít abban hogy a töltésgázok nyomással rendelkezzenek az átömlőszelep kinyitásához és kiszorítsák az égéstermékeket a kipufogócsőbe."
Ezért ez csak egy "pumpáló henger", rámutatva hogy ez valójában nem tömöríti az üzemanyag-levegő keverék, csak egyszerűen átnyomja a friss keveréket a munkahengerbe.
-Első ütem:
Az alsó-holtpont felé meginduló dugattyú a töltőhenger visszacsapószelepén keresztül szívja a friss töltésgázokat a hengerbe, miközben a munkahengerben lezajlik az égés (expanziós/terjeszkedő ütem). Az alsó holtpont előtt nem sokkal a dugattyú nyitja a henger oldalában található kipufogó nyílásokat (ablakokat) és ezeken keresztül távoznak a kipufogógázok.
-Második ütem:
A felső-holtpont felé haladó dugattyú a nyomásváltozás miatt lassan bezárul a visszacsapó-szelep és a töltőhengerben megkezdődik a sűrítés.
A munkahenger dugattyúja eközben zárja a kipufogó nyílásokat majd az átömlő-szelep záródásával itt is elkezdődik a sűrítés.

## Alkalmazása
Több gyártó alkalmazta a Clerk-féle vegyes vezérlésű, feltöltéses motorokat rövid távon, bár kereskedelmi szempontból a négyütemű vált sikeresebbé. Sok évvel később a nagy teljesítményű dízel-motorok, a kétütemű motorok ezen fajtájával - turbófeltöltővel vagy kompresszorral - általánossá vált, például óceán- tengerjáróhajók és vasúti mozdonyok esetében. A modern kialakításoknál már nem dugattyú végzi a gáztöltet munkahengerbe jutását hanem Roots-fúvó, csavarkompresszor, turbófeltöltő. megjelent a töltőlevegő-hűtő és a levegő-táptartály. A nyomásváltozás működtette szelepek helyett tányérszelepeket alkalmaznak, többnyire kipufogó-szelepeként, a henger oldalán található beömlő-ablakok szolgálnak a gáztöltet beáramlásáról.

## Egyéb kétütemű motorok
Clerk eredeti elképzelése nem teszi lehetővé a gazdaságos gyártását kisebb hengerűrtartalmú motoroknak, mivel mindenképp szükséges a fent említett szivattyú henger a munkahenger mellett. A kétütemű konstrukció egyszerűsített változatát (forgattyúsház elősűrítés, keverékolajozás), amely lehetővé tette a kicsi, de erős kétütemű motorok tömeges gyártását és elterjedését, Joseph Day szabadalmaztatta 1894-ben.